# David Piñera Ramírez
David Piñera Ramírez (Tepic, Nayarit, 6 de julio de 1935) es un abogado, escritor, historiador, investigador y académico mexicano. Se ha especializado en la historia de Baja California y en la historia de la frontera México-Estados Unidos.

## Estudios y docencia
En 1958, obtuvo la licenciatura en Derecho en la Universidad de Guadalajara. Ingresó a la Facultad de Filosofía y Letras de la Universidad Nacional Autónoma de México (UNAM) en donde obtuvo la maestría en Historia en 1975. Realizó un doctorado en el Departamento de Historia de la Universidad de California en San Diego de 1976 a 1977 y un doctorado en Historia en la UNAM en 2001. Ha sido profesor en la Escuela de Ciencias Políticas y Sociales, así como en la Escuela de Arquitectura de la Universidad Autónoma de Baja California (UABC) desde 1961. Ha participado en más de ochenta conferencias, congresos y simposios.

## Investigador y académico
Fue miembro del Instituto de Investigaciones Históricas de la Universidad Nacional Autónoma de México de 1972 a 1975. Desde ese último año, es investigador de tiempo completo en el Centro de Investigaciones Históricas de la Universidad Autónoma de Baja California. Desde 1985 es investigador del Sistema Nacional de Investigadores, alcanzando el nivel III. En 1988, fue investigador visitante en el Centro Regional de Investigaciones Multidiciplinarias de la UNAM en Cuernavaca, Morelos. En 2002, fue nombrado miembro de número de la Academia Mexicana de la Historia como titular del sillón 20.
El 19 de septiembre de 2021 cumplió 60 años como empleado universitario de la UABC. Mantiene activa su cuenta en Facebook.

## Premios y distinciones
- Mérito académico en el área de Educación y Humanidades por la Universidad Autónoma de Baja California en 1991.
- Medalla al Mérito Histórico Capitán Alonso de León, otorgada por la Sociedad Nuevoleonesa de Historia, Geografía y Estadística de Monterrey, Nuevo León en 1997.
- Investigador Emérito de la Universidad Autónoma de Baja California en 1997.
- Doctor honoris causa por la Universidad Autónoma de Baja California en 2010.[4]
- Corresponsal de la Academia Mexicana de la Lengua en Baja California a partir de agosto de 2020.

## Publicaciones
Ha escrito artículos y prólogos para diversos libros y folletos independientes. Entre sus libros se encuentran:
- La tenencia de la tierra en Baja California en 1975.
- Panorama histórico de Baja California en 1983.
- Historia de Tijuana. Semblanza general en 1985.
- Vivencias universitarias en 1987.
- Visión histórica de la frontera norte de México en 1990.
- Los orígenes de Ensenada y la política nacional de colonización en 1991.
- Ocupación y uso de suelo en Baja California en 1991.
- Las fronteras de Iberoamérica. Aportaciones para su comprensión histórica compilación en 1994.
- Interacción en la frontera México-Estados Unidos en 1995.
- Documentos para la historia de Tijuana. De la titulación del rancho a los inicios del asentamiento urbano. 1847-1910 coautor con Antonio Padilla en 1995.
- American and English Influence on the Early Development of Ensenada, Baja California, México en 1995.
- Historia de la Universidad Autónoma de Baja California 1957-1997 en 1997.
- La educación superior en el proceso histórico de México, obra de cuatro tomos, en 2001.[3][5]
- Miguel León-Portilla: su palabra y presencia en Baja California, en 2021.